# Шкнівська сільська рада
| Шкнівська сільська рада — колишній орган місцевого самоврядування у Поліському районі Київської області з адміністративним центром у с. Шкнева. Історична дата утворення: в 1936 році. Сільській раді підпорядковані населені пункти: - с. Шкнева - с. Стара Марківка |

## Склад ради
Рада складається з 10 депутатів та голови.

### Керівний склад ради
| ПІБ                  | Основні відомості                                                             | Дата обрання | Дата звільнення |
| -------------------- | ----------------------------------------------------------------------------- | ------------ | --------------- |
| Скопич Олег Іванович | Сільський голова, 1970 року народження, освіта, безпартійний                  | 26.03.2006   | 31.10.2010      |
| Скопич Олег Іванович | Сільський голова, 1970 року народження, освіта середня загальна, безпартійний | 31.10.2010   |                 |

Примітка: таблиця складена за даними джерела